# 鬼頭典子
鬼頭 典子（きとう のりこ、1971年4月18日 - ）は、日本の女優、声優。文学座所属。神奈川県横浜市出身。

## 経歴
昔から芝居が大好きで、映画では『サウンド・オブ・ミュージック』、テレビドラマでは『男女7人夏物語』に出演する大竹しのぶに熱中した。
フェリス女学院中学校・高等学校・大学卒業。大学では文学部国文学科に所属し、在学中から舞台芸術学院ミュージカル科に通う。
大学卒業後の1995年、文学座附属演劇研究所入所。1998年に初舞台を踏む。2000年、文学座の座員となる。
2010年12月から1年間、文化庁派遣在外研究生として韓国に留学した。

## 人物
女優のやりがいを「色んな人間の思いを、自分の体や心を使って人に伝える媒体になれること」と語る。
趣味・特技は韓国語、こんにゃく体操、歌、ダンス、日舞。

## 出演
太字はメインキャラクター。

### テレビドラマ
- 終着駅シリーズ 夜行列車（2000年2月5日、テレビ朝日）
- スタジオ演劇 明日は風のない日（2000年8月20日、NHK ETV）
- 臨場 最終話（2009年6月24日、テレビ朝日）

### テレビ番組
- ラウンドちゅうごく 二つの戦争を生き延びて〜ある“原爆孤児”の戦後〜

### 映画
- サイレントコール（2004年）

### テレビアニメ
- ∀ガンダム（1999年、メシェー・クン[6]）
- OVERMANキングゲイナー（2002年、アナ・メダイユ）[7]
- 巌窟王（2004年、エドワール・ド・ヴィルフォール[8][9]）
- 蟲師（2006年、すず）

### 劇場アニメ
- 千と千尋の神隠し（2001年）
- 劇場版 ∀ガンダム I / II（2002年、メシェー・クン） - 2部作[10][11]

### ゲーム
- スーパーロボット大戦α外伝（2001年、メシェー・クン）
- スーパーロボット大戦Z（2008年、メシェー・クン、アナ・メダイユ）
- SDガンダム GGENERATION（2009年 - 2012年、メシェー・クン） - 3作品[一覧 1]
- Another Century's Episode:R（2010年、アナ・メダイユ）
- 第2次スーパーロボット大戦Z 破界篇 / 再世篇（2011年 - 2012年、メシェー・クン） - 2作品
- 機動戦士ガンダム アーセナルベース（2024年、メシェー・クン）

### 吹き替え

#### 映画
- 1941（ベティ・ダグラス〈ダイアン・ケイ〉）※BD版
- 夏至（リエン〈トラン・ヌー・イエン・ケー〉）
- シックハウス（ジュールス〈ケリー・シャーリー〉）
- ストライキング・レンジ（メイビー〈スカーレット・マカリスター〉）
- セント・エルモス・ファイアー（ウェンディ・ビーミッシュ〈メア・ウィニンガム〉）
- 翼のない天使（ニーナ・ビール〈ジュリア・スタイルズ〉）
- トリプルX（J.J.〈イヴ〉）※テレビ朝日版
- 楽園の女
- レッド・ウォール（アニー〈ターニャ・アレン〉）

#### ドラマ
- アラビアン・ナイト〜千一夜物語
- ER緊急救命室
  - シーズン5 #20（プライス）
  - シーズン7 #20（ノニ〈キンバリー・マックロー〉）
  - シーズン8 #5（トレイシー〈アリシア・ラガノ〉）
  - シーズン9（エリン・ハーキンス〈レスリー・ビブ〉）
  - シーズン12 #18（ブルック・ソーヤー〈エリン・チェンバース〉）
  - シーズン14 #7（デブラ・バーク〈エリカ・タゼル〉）
- 恋するマンハッタン
- ジャック&ジル
- ロズウェル - 星の恋人たち（アイリーン）

#### アニメ
- アドベンチャー・タイム

### ボイスオーバー
- NHKスペシャル 彼女は安楽死を選んだ

### ラジオドラマ
- FMシアター（NHK-FM）
  - ポプラの秋
  - カサブランカ
  - 虚構の楽園
  - 落下傘
  - フリオのために
  - 白き鳥、赤き花
- 青春アドベンチャー（NHK-FM）
  - 尾張春風伝
  - ピエタ
  - 『ディス・イズ・ザ・デイ』（2019年7月1日 - 5日）
    - 眼鏡の町の漂着（2019年7月2日）[12]

  - ぱきゅん

### CM
- 日本郵政「結婚式」篇

### 舞台
1998年
- 音楽劇 ブッダ（初舞台）
- 野望と夏草

1999年
- バール（ブレヒト・ドラマリーディング）（ヨハンナ、若い婦人、若い女）
- 月の光にさそわれて（まゆ）
- 花のかたち（恭子）

2000年
- 心破れて（カランサ）
- 峠の雲（旅芸人の踊りの女、賭場の女）

2001年
- モンテ・クリスト伯（エデ）
- 雲母坂（浦亀直子）

2002年
- 沈黙と光（マリヤ・ハツダ・ミサ）
- ピーター・パン（2002年 - 2007年、迷子カーリー）
- オナー（ソフィー）

2003年
- 情熱
- 人形の家

2004年
- ひめゆり（学徒はる）
- 花咲くチェリー

2005年
- 最果ての地より さらに遠く（レベッカ・ロジャーズ）
- カリフォルニア

2006年
- ベルナルダ・アルバの家
- 虹

2008年
- 肝っ玉おっ母とその子どもたち
- ある結婚の風景
- ピース 短編集のような……

2009年
- 韓国現代戯曲ドラマリーディング 統一エクスプレス
- 崩れたバランス

2010年
- ひみつのアッコちゃん
- 土の中の教師たち〜啓蟄の頃〜
- カラムとセフィーの物語
- くにこ（2010年 - 2015年）

2012年
- 櫻の木の上、櫻の木の下

2013年
- To Orestes

2014年
- コロナ〜太陽の指輪〜
- もれいずる月
- リチャード二世
- ソネット集

2015年
- The River
- トーマの頃を過ぎても
- 猫の首に血
- あのこはだあれ、だれでしょね

2016年
- トキノキズナ2016
- ふたつ衣の森に棲む

2017年
- メアリー・ステュアート

2018年
- Cogito コギト〜我思う、故に・・・〜
- 最後の炎
- ふたたびの日は何色に咲く
- 移動
- 空の村号

2019年
- 九月、東京の路上で
- 土の中の教師たち〜啓蟄の頃〜
- 朗読劇・宮沢賢治のファンタジー
- 憲法くん

2020年
- 天神さまのほそみち
- 受付
- 少年Bが住む家
- 通りすがりのYouTuber

2021年
- SEVEN・セブン
- みえないランドセル
- いかけしごむ
- 灯に佇む
- シアトルのフクシマ・サケ

2024年
- 妻の感覚
- 少年Bが住む家

2025年
- 燃える花嫁

## 翻訳
- 韓国現代戯曲 ドラマリーディング Vol.7『五重奏』（2015年、日韓演劇交流センター）

### シリーズ一覧
1. ↑  『WARS』（2009年）、『WORLD』（2011年）、『OVER WORLD』（2012年）